# Orculella
Orculella is een slakkengeslacht uit de familie van de Orculidae. De wetenschappelijke naam van het geslacht werd voor het eerst geldig gepubliceerd in 1925 door Steenberg.

## Soorten
- Orculella aragonica (Westerlund, 1897)
- Orculella astirakiensis E. Gittenberger & Hausdorf, 2004
- Orculella bisacchiae (Brandt, 1956)
- Orculella bochudae Neubert, 2020
- Orculella bulgarica (P. Hesse, 1915)
- Orculella caabensis (Brandt, 1956)
- Orculella connollyi (Brandt, 1956)
- Orculella creantirudis E. Gittenberger & Hausdorf, 2004
- Orculella creticostata E. Gittenberger & Hausdorf, 2004
- Orculella cretilasithi E. Gittenberger & Hausdorf, 2004
- Orculella cretimaxima E. Gittenberger & Hausdorf, 2004
- Orculella cretiminuta E. Gittenberger & Hausdorf, 2004
- Orculella cretioreina E. Gittenberger & Hausdorf, 2004
- Orculella critica (L. Pfeiffer, 1856)
- Orculella diensis E. Gittenberger & Hausdorf, 2004
- Orculella driana (Kaltenbach, 1943)
- Orculella dubiosa (Brandt, 1958)
- Orculella elongata (Kaltenbach, 1943)
- Orculella exaggerata (Fuchs & Käufel, 1936)
- Orculella farzughana (Brandt, 1956)
- Orculella fodela E. Gittenberger & Hausdorf, 2004
- Orculella franciscoi E. Gittenberger & Hausdorf, 2004
- Orculella garzanensis Schütt, 1996
- Orculella gregoryi (Brandt, 1956)
- Orculella heterostropha (O. Boettger, 1905)
- Orculella ignorata Hausdorf, 1996
- Orculella kaltenbachi (Brandt, 1956)
- Orculella klemmi (Brandt, 1958)
- Orculella marmarica (Brandt, 1958)
- Orculella mayi (Brandt, 1956)
- Orculella menkhorsti Hausdorf, 1996
- Orculella mesopotamica (Mousson, 1874)
- Orculella multidentata (Kaltenbach, 1943)
- Orculella nagaensis (Brandt, 1958)
- Orculella orientalis (L. Pfeiffer, 1861)
- Orculella pabsti (Brandt, 1956)
- Orculella palatalis (Pilsbry, 1922)
- Orculella pfeiferi Hausdorf, 1996
- Orculella regimaensis (Brandt, 1956)
- Orculella ruderalis Akramowski, 1947
- Orculella scalaris E. Gittenberger & Hausdorf, 2004
- Orculella sirianocoriensis (Mousson, 1854)
- Orculella striata (Kaltenbach, 1943)
- Orculella templorum (Benoit, 1862)
- Orculella tingitana (Pallary, 1918)
- Orculella tomlini Connolly, 1931)